# David Langford
Pour les articles homonymes, voir Langford.
Œuvres principales
- The Space Eater

David Rowland Langford, né le 10 avril 1953 à Newport (pays de Galles), est un écrivain de science-fiction, éditeur et critique britannique, principalement actif dans le domaine de la science-fiction. Il publie le fanzine de science-fiction Ansible ainsi que sa lettre d'information (newsletter). Il a obtenu le prix Hugo de la meilleure nouvelle courte 2001 pour Obscurités multiples. 

## Œuvres

### Romans
- (en) An Account of a Meeting with Denizens of Another World 1871, 1979Sous le nom de William Robert Loosley.
- (en) The Space Eater, 1982
- (en) The Leaky Establishment, 1984
- (en) Earthdoom!, 1987Écrit avec John Grant.
- (en) Guts: A Comedy of Manners, 2005Écrit avec John Grant.

### Recueils de nouvelles
- (en) The Dragonhiker's Guide to Battlefield Covenant at Dune's Edge: Odyssey Two, 1988
- (en) Irrational Numbers, 1994
- (en) He Do the Time Police in Different Voices, 2003
- (en) Different Kinds of Darkness, 2004

### Essais
- (en) War in 2080: The Future of Military Technology, 1979
- (en) Facts and Fallacies: A Book of Definitive Mistakes and Misguided Predictions, 1981Écrit avec Chris Morgan.
- (en) The Science in Science Fiction, 1982Écrit avec Peter Nicholls et Brian Stableford.
- (en) Micromania: The Whole Truth About Home Computers, 1984Écrit avec Charles Platt (en).
- (en) The Transatlantic Hearing Aid, 1985
- Le Troisième millénaire : une histoire du monde, de l'an 2000 à l'an 3000, Aubier, 1986 ((en) The Third Millennium: A History of the World AD 2000-3000, 1985)Écrit avec Brian Stableford.
- (en) Platen Stories, 1987
- (en) Let's Hear It for the Deaf Man, 1992
- (en) The Silence of the Langford, 1996
- (en) Pieces of Langford, 1998
- (en) A Cosmic Cornucopia, 1999Écrit avec Josh Kirby.
- (en) The Complete Critical Assembly, 2002
- (en) Up Through an Empty House of Stars, 2003
- (en) The SEX Column and Other Misprints, 2005
- (en) The End of Harry Potter?, 2006
- (en) The Limbo Files: Writing, Freelancing and the Amstrad PCW, 2009
- (en) Starcombing, 2009
- (en) Crosstalk: Interviews Conducted by David Langford, 2015
- (en) All Good Things: The Last SFX Visions, 2017